# Camden (Arkansas)
Camden è una località degli Stati Uniti d'America, capoluogo della contea di Ouachita, nello Stato dell'Arkansas.

## Storia
Nel 1783, un commerciante francese di nome Fabre si stabilì su una collina e ha chiamato l'insediamento Ecore Fabre (la Collina di Fabre). Ciò segnerebbe la creazione di quello che più tardi divenne Camden. La città segna la sua fondazione nel 1824, ma è stata costituita e nominata ufficialmente nel 1844. C'è polemica circa l'origine del nome, ma si crede che sia dovuto a Camden (Alabama), città natale del generale Thomas S. Woodward, uno dei fondatori della città. Prima del cambio di nome, il luogo era conosciuto semplicemente come "The Bluff" (La Collina).
Durante la guerra civile americana, nel 1864, Camden è stata occupata per diversi mesi da soldati dell'Unione come parte della Campagna Fiume Rosso (Red River). Nel corso di questo episodio, la città ottiene la vittoria nella battaglia di Poison Springs il 18 aprile 1864.
Per decenni, Camden era il quartier generale della catena di quotidiani di Clyde E. Palmer, tra cui Camden News, Texarkana Gazette, Hot Springs Sentinel-Record e Magnolia Banner News. Più tardi, l'azienda si trasferisce a Little Rock, acquista Arkansas Democrat e la fonde con l'Arkansas Gazette per creare l'Arkansas Democrat-Gazette.
Prima della guerra civile, Camden fu un importante porto e centro commerciale del Fiume Ouachita e la città fungeva da magazzino per il cotone trasportato dal fiume durante i primi decenni del XX secolo. Camden era anche una città ferroviaria, percorsa dalla linea principale della St. Louis Southwestern ferroviaria e le linee secondarie della Missouri Pacific Railroad e la Chicago, Rock Island e Pacific Railroad. La città ha ricevuto un grande impulso economico grazie al boom del petrolio nel sud dell'Arkansas nel 1920 e l'apertura di una fabbrica di International Paper Company nel 1927. Verso la fine della seconda guerra mondiale, migliaia di posti di lavoro sono stati creati con la costruzione di un deposito di munizioni della Marina Navale dal altra parte del fiume Ouachita in Shumaker, la cui attività è emersa durante la guerra di Corea. La chiusura del deposito dopo la guerra ha prodotto una recessione che è stata risolta con il rimodellamento delle strutture e dei terreni per la creazione di una vasta area industriale. Un campus tecnico della Southern Arkansas University è stato fondato in quella zona. Durante il declino dell'industria, molti posti di lavoro sono andati persi, causando una diminuzione della popolazione. Tale situazione è peggiorata con la chiusura della International Paper. Negli ultimi anni, la rinascita di contratti della difesa ha portato stabilità economica alla città.